# Den vita kuben
Den vita kuben är ett utställningsformat som består av ett eller flera utrymmen/rum där väggarna är vita och belysningen är vit. Den vita kuben karaktäriseras av sin fyrkantiga eller avlånga form.  Konsten hängs med mycket mellanrum som ska tillåta bilderna att "andas" och få besökarnas fulla uppmärksamhet.  Det här sättet att ställa ut konst på introducerades under 1900-talets början. De vita väggarna var även tänkta som en form av inramning av konstverken. Konstkritikern Brian O'Doherty skrev en serie essäer för '"ArtForum"', som senare blev boken "Inside the White Cube".  Det finns en pågående diskussion kring den vita kubens funktion och plats inom museivärlden. 
Utställningsformatet arbetades fram då många äldre institutioner (till exempel Louvren) stod inför renoveringar. kuratorer började bryta upp salongshängningens tidslinje och visade konsthistorien genom nedslag i diverse skolor eller konstriktningar istället. Rummens inriktningar gjorde så att konsthistoriens mästare fick en större betoning i museisamlingarna. Renoveringarna medförde att väggen och dess funktion utreddes. Före renoveringarna användes väggen endast som upphängningsanordning, men då man börjat hänga verken med lite mellanrum blev väggen tydligare och den grågröna färgen ifrågasattes. Istället skulle vit användas då man ansåg att färgen var den mest neutrala.

## Den vita kubens genomslag
Den version av den vita kuben som fått mest genomslagskraft är den som Alfred H. Barr, Jr. sammanställt på MoMA. Utställningsformen fick inte sin term förrän 1968 då konstkritikern Brian O'Doherty skrev om det kala utställningsrummet i konsttidningen ArtForum. O'Doherty beskrev rummet i negativa ordalag som på senare tid har ifrågasatts av forskaren Charlotte Klonk. Hon menar att termen "den vita kuben" aldrig har existerat. De negativa upplevelse som O'Doherty beskrivit, bara grundar sig i O'Doherty's egna konstnärskap. Eftersom O'Doherty varit verksam under 1960-talet då konstnärer ägnade sig åt att kritisera institutioner så är det endast O'Doherty som tjänat på den negativa bilden. Klonk vill istället likna utställningsformatet med exklusiva shoppingbutiker som framställer sina produkter på ett liknande sätt, men utan den negativa upplevelsen. Museerna och gallerierna har gått på myten om sig själva.

## Fördelar
- Den vita kuben stänger ute omvärlden, utställningsrummet blir villkorslöst och frånvaron av kontext gör att ”konsten är fri” och att verken får tala för sig själva i en omgivning till synes orörd av tiden.[8]

- Avsaknaden av ett givet kontext öppnar möjligheten för betraktaren att göra sin egen tolkning av verken utgående ifrån sina egna erfarenheter (meningen skapas i betraktarens ögon).[9]

- Den vita kubens format kan också fylla ett rent praktiskt syfte då utställningar ofta byts ut och en neutral bakgrund utan kontextuell laddning är att föredra.[10]

## Nackdelar
- Den vita kuben kan i sitt uteslutande av kontext uppfattas som sterilt och ogästvänligt. Den vita kuben har i många fall likställts med religiösa tempel i den bemärkelse att miljön lägger band på besökaren och förtydligar att vi är där i egenskap av att vara andliga varelser och att vissa regler och begränsningar i denna miljö råder.[11]

- Den vita kubens ofta avskalade natur och brist på information kan medföra missförstånd då besökaren inte erbjuds någon vägledning, samt att ett utbildande syfte (för den som söker kunskap) blir sekundärt.[12]